# Diuranthera
Diuranthera là một chi thực vật có hoa trong họ Asparagaceae.